# Johannes Wilhelm Boysen
Johannes Wilhelm Boysen, pseudonym Boysen van Nienkarken (* 24. Januar 1834 in Neuenkirchen in Norderdithmarschen; † 6. Dezember 1870 in Epernay) war ein deutscher Lehrer und Dichter.

## Leben
Johannes Wilhelm Boysen war der Sohn des Predigers Boy Boysen und dessen Frau Maria Johanne, geborene Tychsen. Er besuchte die Meldorfer Gelehrtenschule und studierte in Kiel und Berlin Philosophie. 1857/58 wurde er Ehrenmitglied der Kieler Burschenschaft Teutonia. 1860 wurde er zum Dr. phil. promoviert. Boysen war dann zwei Jahre lang Hauslehrer beim Grafen Schwerin auf Schwerinsburg. 1862 wurde Boysen Lehrer an der Klosterschule Roßleben, 1864 am Gymnasium zum Kloster in Magdeburg und 1866 an seiner ehemaligen Schule in Meldorf. Nach dem Ausbruch des Deutsch-Französischen Krieges meldete er sich als Freiwilliger bei den Pommerschen Jägern. Er wurde am 3. Dezember 1870 bei Champigny verwundet und starb drei Tage später an seinen Wunden.
Sein 1865 kurz vor seiner Anstellung in Meldorf unter Pseudonym im Leipziger F. A. Brockhaus-Verlag veröffentlichtes Werk Leeder und Stückschen in Ditmarscher Platt wurde in Ausgabe 14 (1965) der von Robert Prutz herausgegebenen „Zeitschrift für Literatur, Kunst und öffentliches Leben“ Deutsches Museum rezensiert. Der Mythologe und Schriftsteller Franz Sandvoß (1833–1913) rezensierte das Buch 1866 in der Zeitschrift Blätter für literarische Unterhaltung.
Aus Dank für die den Geschwistern gebrachten Opfer gab sein Bruder Ernst Boysen, Postsekretär in Itzehoe, posthum 1878 eine Sammlung hochdeutscher Gedichte Boysens mit enthaltener Kurzbiografie im Itzehoer Verlag Wilhelm Jansen heraus. Eine erste Buchbesprechung erfolgte noch im gleichen Jahr in den Itzehoer Nachrichten.

## Werke
- Leeder und Stückschen in Ditmarscher Platt.  F. A. Brockhaus, Leipzig 1865 (als Boysen van Nienkarken; Digitalisat).
- Dichtungen. Hrsg. von Ernst Byson, W. Jansen, Itzehoe 1878.